# Kring van Nederlandse Filmjournalisten
De Kring van Nederlandse Filmjournalisten (KNF) is een vereniging die filmjournalisten en filmcritici in Nederland verenigt. De organisatie richt zich op het bevorderen van de filmcultuur in Nederland en biedt een platform voor professionals die schrijven over film. Daarnaast organiseert de KNF verschillende evenementen, waaronder filmprijzen en discussies over filmgerelateerde onderwerpen. Hun invloed en aanwezigheid dragen bij aan de zichtbaarheid van zowel Nederlandse als internationale films.
De KNF bekroont jaarlijks een film met de Prijs van de Nederlandse Filmkritiek (ook wel de KNF-prijs of de Persprijs genoemd). Ook wordt er jaarlijks een beste internationale film, en beste Nederlandse film uitgeroepen.

## Geschiedenis
Op 31 maart 1982 werd de Kring van Nederlandse Filmjournalisten (KNF) opgericht om de belangen van filmcritici te behartigen. Oprichters Hans Beerekamp, Pieter van Lierop en Frank Zaagsma wilden een beroepsvereniging die bescherming bood tegen bedreigingen vanuit de filmindustrie, zoals boycots door distributeurs. 
In 2003 kozen Nederlandse filmjournalisten voor het eerst de beste film van het jaar, na jarenlang prijzen te hebben uitgereikt op de filmfestivals van Utrecht en Rotterdam. De pilotverkiezing, via een informele lijst, riep de animatiefilm Finding Nemo uit tot winnaar, wat leidde tot debatten in landelijke dagbladen over de status van de Nederlandse filmkritiek. Vanaf 2004 wordt de verkiezing officieel onder auspiciën van de KNF gehouden, met winnende films als Gegen die Wand, Boyhood en Aftersun. Ook Nederlandse films zoals Simon, Borgman en Niemand in de Stad werden erkend, en de jaarlijkse uitslag krijgt veel aandacht in de media.